# René Mercier
René Mercier (* 22. Januar 1937 in Sainte-Foy-Tarentaise) ist ein früherer französischer Biathlet.
Der Zollbeamte Mercier nahm bei den Olympischen Winterspielen 1960 von Squaw Valley am ersten olympischen Biathlonrennen teil. Hinter seinem Landsmann Victor Arbez lief er mit einer Stunde und 26:13,2 Minuten die zweitbeste Langlaufzeit. Doch aufgrund seiner 15 Schießfehler – Mercier traf also nur fünf seiner 20 Schüsse – erhielt er 30 Strafminuten und wurde am Ende 22. der 30 Starter.